# El Carche

El Carche (donkergroen) in de provincie Murcia.

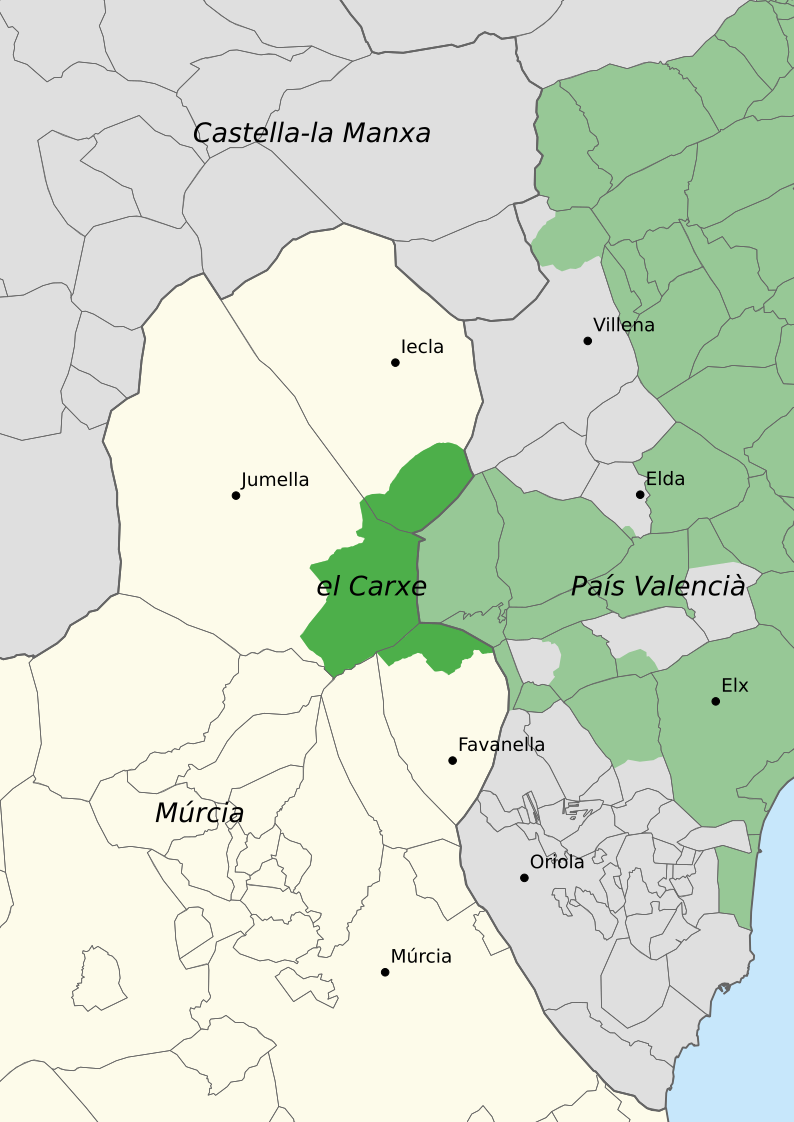
Kaart van het Valenciaanssprekende El Carche (donkergroen; plaatsnamen staan in het Catalaans).

El Carche (Valenciaans: el Carxe) is een bergachtig dunbevolkt gebied in de regio Murcia in Spanje. Het gebied ligt grofweg tussen de gemeenten Jumilla en Yecla. Er wonen tegenwoordig rond de 500 mensen in het gebied.
In El Carche spreekt men voornamelijk het Valenciaans, dat geen officiële taal is in Murcia. Hierdoor wordt het vaak ingedeeld bij de Catalaanse landen.
- Het hoogste punt van de regio is Pico de la Madama (1371 meter).